# Tükörajtó a tengerben
A  Tükörajtó a tengerben Szepes Mária írónő regénye, mely a Kozmosz Fantasztikus Könyvek sorozatban látott napvilágot 1975-ben.

## Történet
|  | Alább a cselekmény részletei következnek! |

Egy tudományos kísérlet következtében válság jelei mutatkoznak egy kutatótelepen.
Az emberiség már meghódította a tengerek mélyét, ahol csodálatos mélytengeri civilizációt fejlesztett ki. A rohamos fejlődést azonban váratlan esemény zavarja meg, egy ismeretlen eredetű, emberszabású (de inkább emberfelettinek mondható) lény feltűnése. Hamarosan kiderül, hogy az idegen az antianyag világából érkezett, s magasabb rendű, sok szempontból egészen másfajta fejlődést képvisel. Ez a másfajta fejlődési lehetőség végzetesnek tűnő zavarokat okoz a földi társadalomban, ahol az áttekinthető rend, a tiszta értelem kapui mögül előtörnek a zabolátlan, zűrzavaros érzések és ösztönök, végső pusztulással fenyegetve a jobb sorsra érdemes földi civilizációt. Az idegen azonban nem nézi tétlenül a készülő katasztrófát, amit részben az ő feltűnése okozott, és sikerül közreműködnie az elhárításában. Ezután visszatér a saját világába.
|  | Itt a vége a cselekmény részletezésének! |

## További információ
- A könyv adatlapja a Molyon